# Crani
El crani és una estructura òssia que es pot trobar en molts animals que se serveixen d'un bastiment per protegir l'encèfal. Es poden distingir dues parts diferenciades: el neurocrani, que és el crani pròpiament dit, i recobreix l'encèfal de l'exterior; i l'esplencnocrani, d'on sorgeixen les mandíbules. El crani, juntament amb els ossos de la cara, forma la calavera o cap ossi. Una calavera sense l'esplencnocrani és simplement un crani; aquesta és la font d'un error molt freqüent en l'ús de la terminologia.

## Modificacions al llarg del temps
Amb el pas dels milers d'anys, el crani ha anat patint diverses modificacions. A causa de la mida del cervell, que ha anat augmentant d'espècie en espècie, ha provocat que tots els humans tinguem un vestigi al nostre cos: el queixal del seny. Fa milions d'anys, el nostre crani era similar al d'espècies anteriors a nosaltres, però, la capacitat del cervell no. Ha anat augmentant el seu volum, a conseqüència d'anar evolucionant, i això ha proporcionat alteracions. Tot i això, és un detall mínim que no és perjudicial per a la salut. Senzillament, la idea és que en modificar-se aquesta estructura òssia hi ha hagut també una variació a l'estructura bucal, deixant lloc a una nova dent, encara que actualment la considerem innecessària.

## El crani humà
Conté els següents ossos: 
- Esfenoide
- Etmoide
- Frontal
- Occipital
- Parietal (2)
- Temporal (2)
- Ossos wormians (quantitat variable)[2]

Al temporal podem trobar 6 ossicles de l'orella.
| Parts de la calavera humana, vista frontal |  | Parts de la calavera humana, vista frontal |
| Parts de la calavera humana, vista frontal |  | Parts de la calavera humana, vista lateral |

## Cranis animals

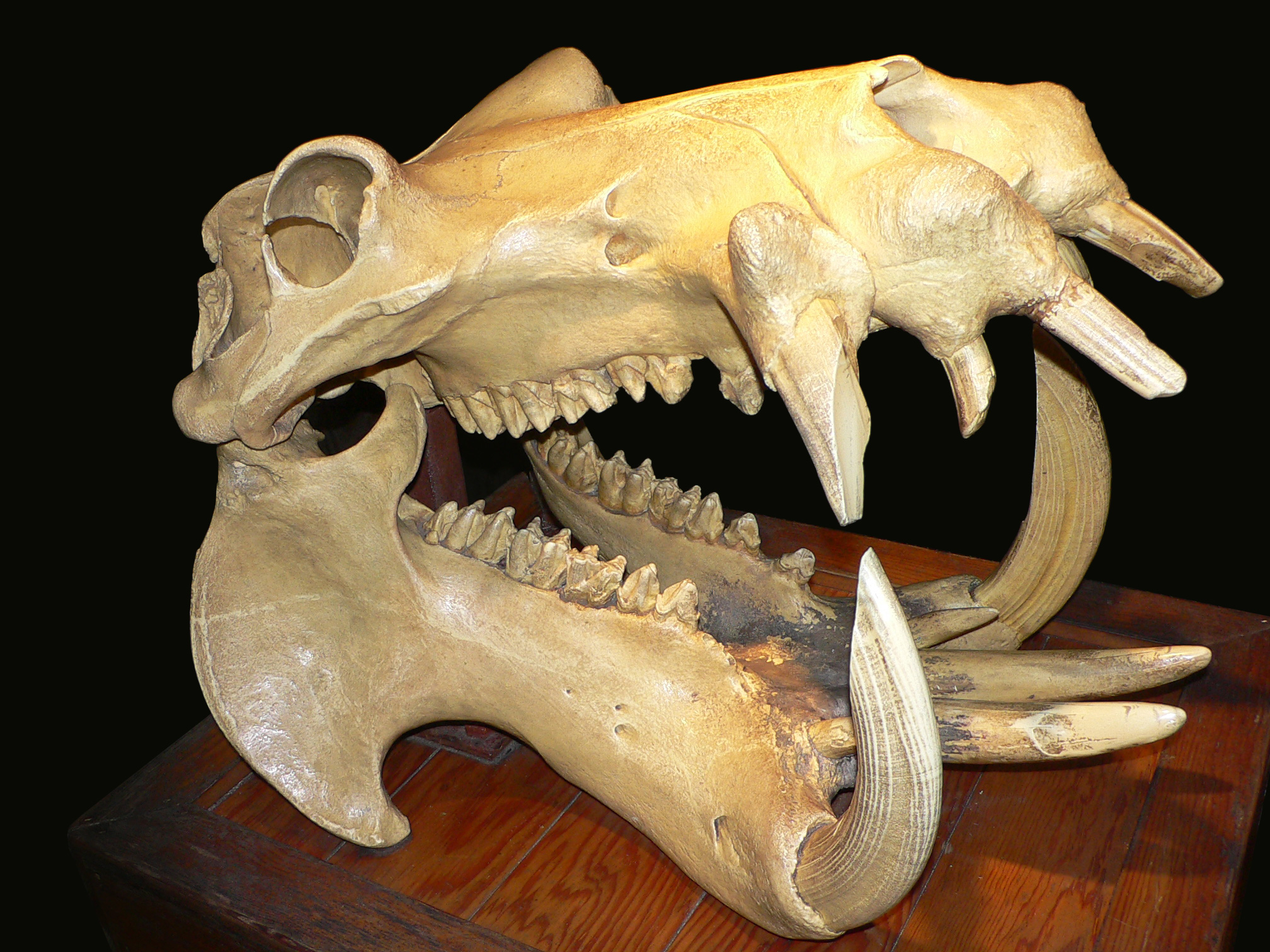
Una crani d'hipopòtam
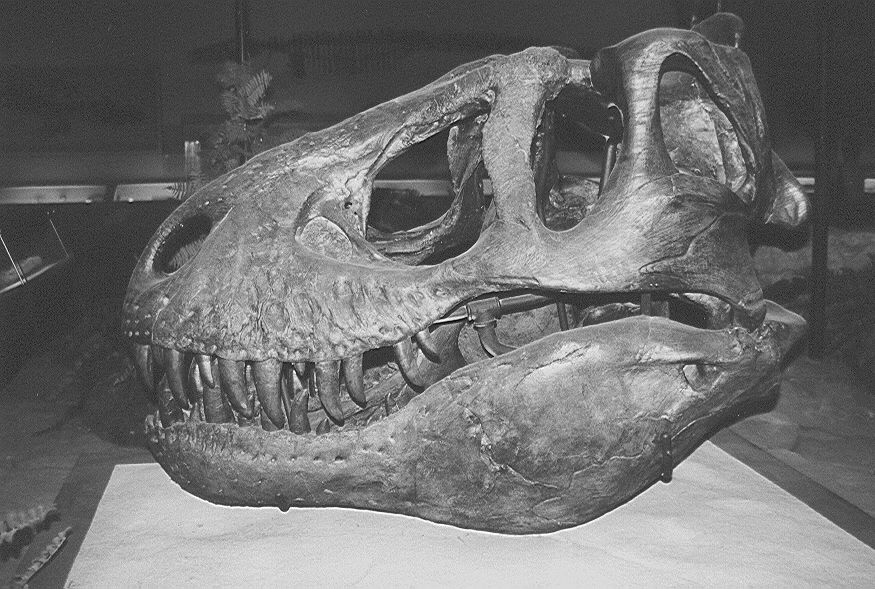
Un crani de tiranosaure
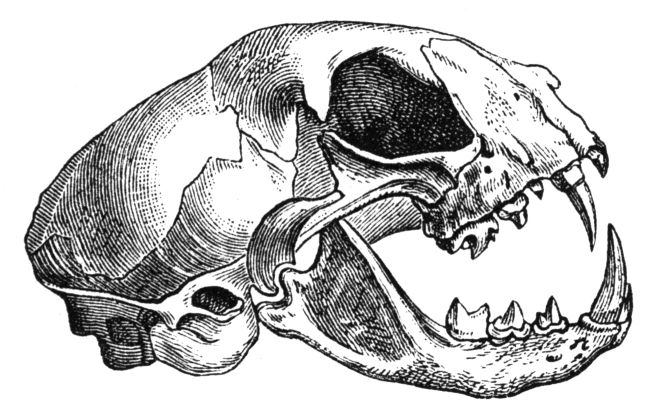
Una crani de gat, típica dels carnívors
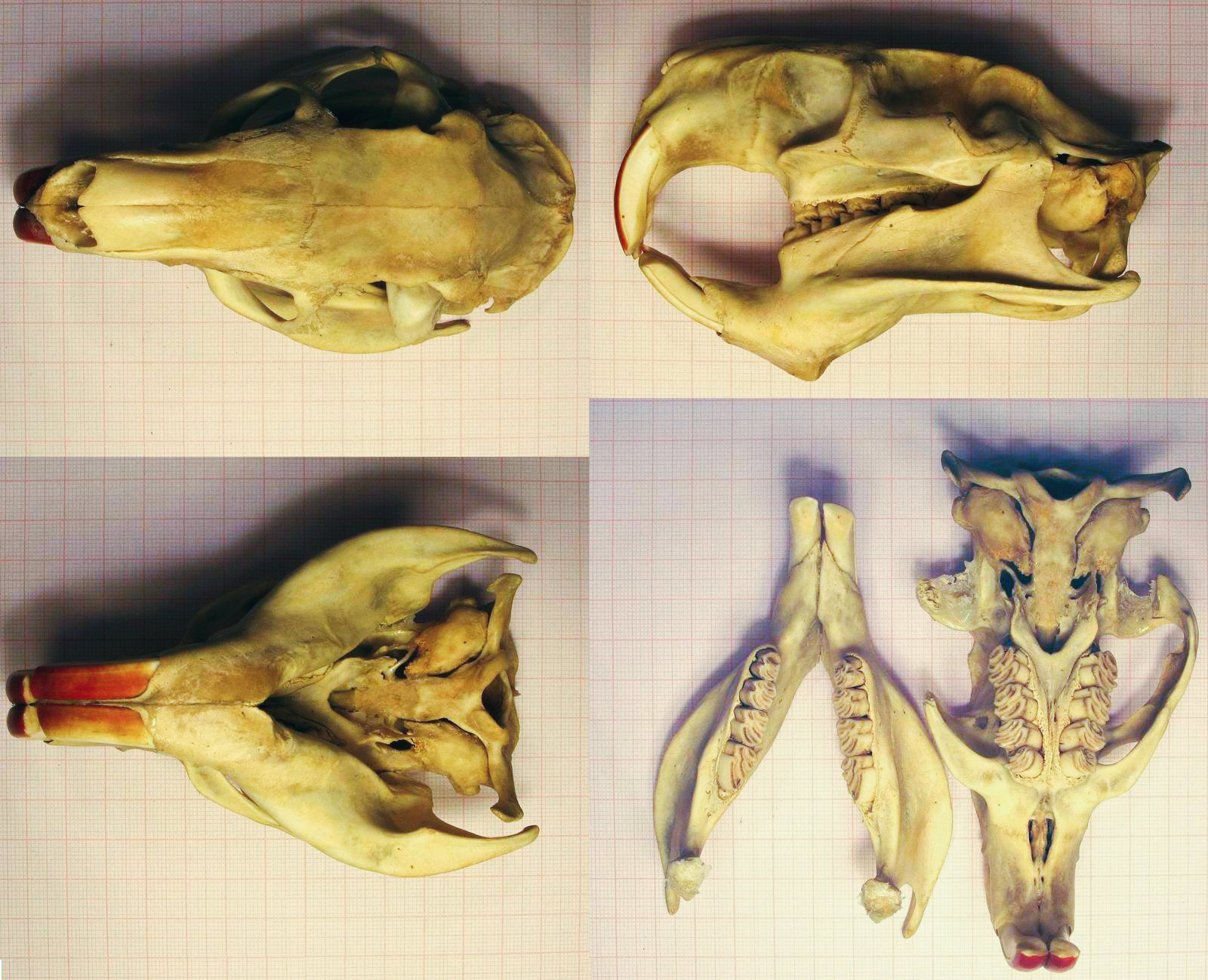
Un crani de coipú, típica dels rosegadors
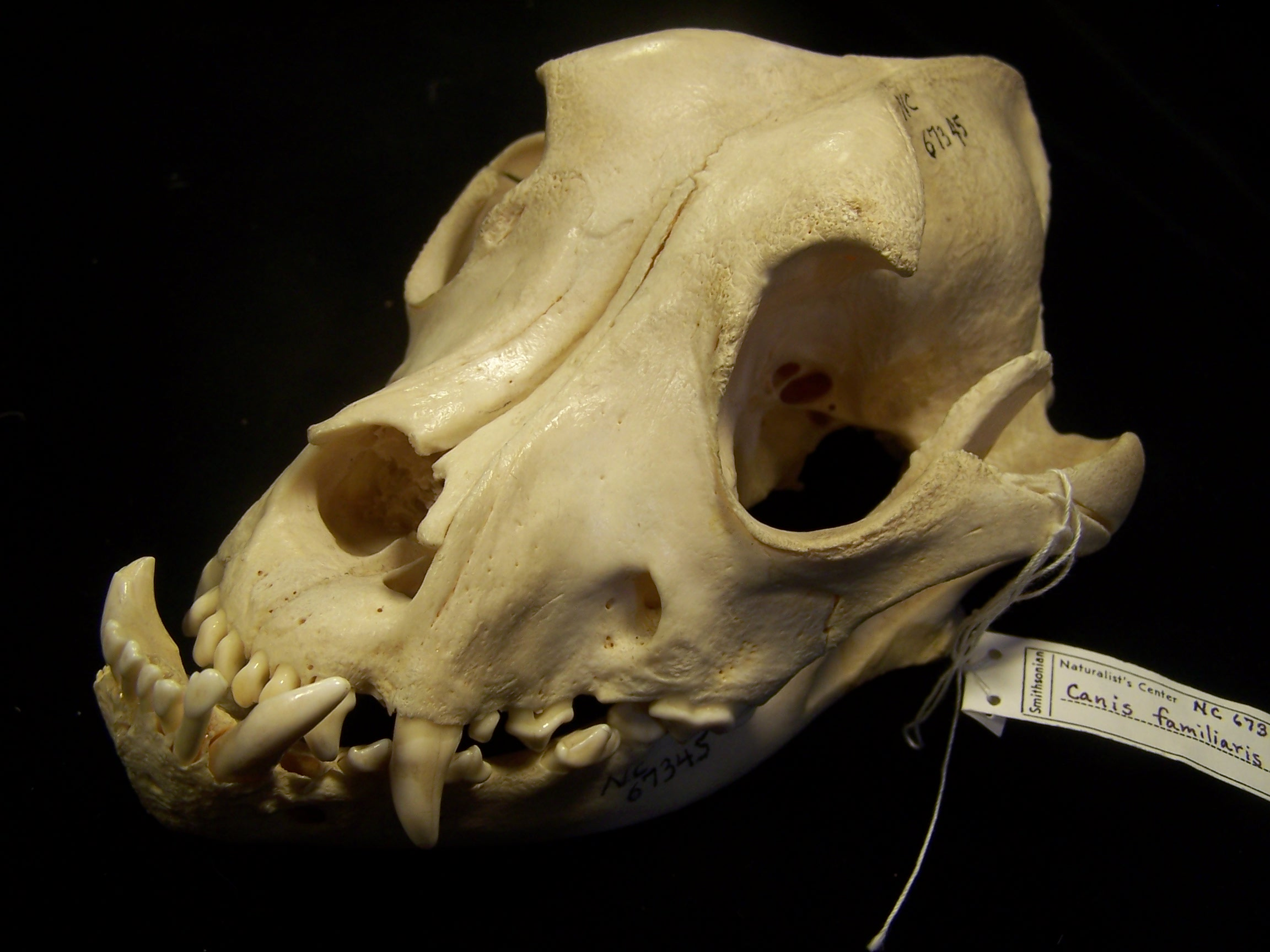
Un crani de bulldog